# 21 februarie
ianuarie • februarie • martie  • aprilie  • mai  • iunie  • iulie  • august  • septembrie  • octombrie  • noiembrie  • decembrie
21 februarie este a 52-a zi a calendarului gregorian. Mai sunt 313 zile până la sfârșitul anului (314 zile în anii bisecți).

## Evenimente

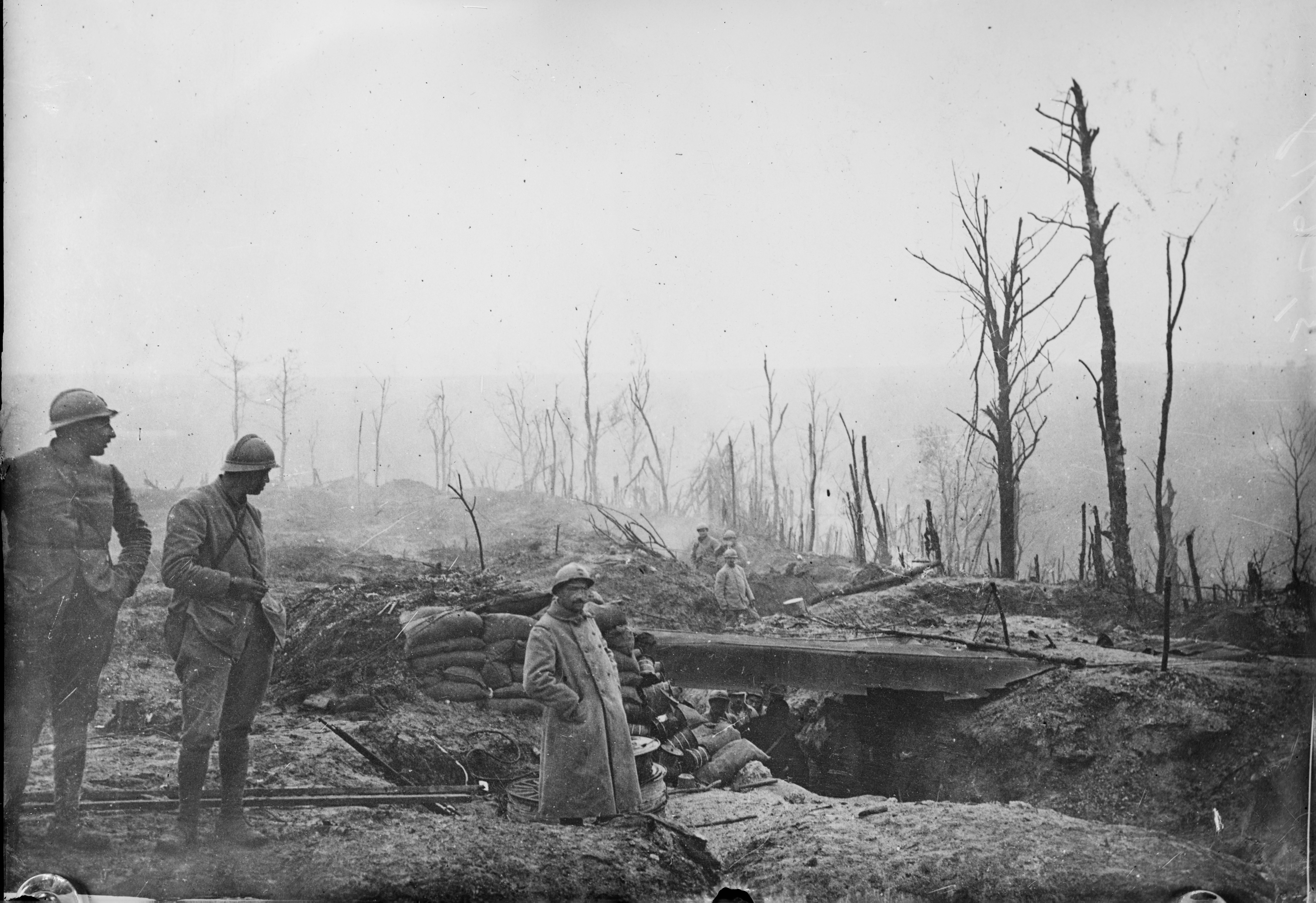
1916: În Franța începe Bătălia de la Verdun, cea mai distrugătoare bătălie din Primul Război Mondial

- 1431: A început procesul Ioanei d'Arc.
- 1613: Mihail I a fost ales țar al Rusiei. Începutul dinastiei Romanov în Rusia.
- 1848: A apărut, la Londra, Manifestul Partidului Comunist, redactat de Karl Marx și Friedrich Engels.
- 1907: Răscoala țăranilor din satul Flămânzi, județul Botoșani.
- 1907: A intrat în vigoare Legea pentru organizarea Marinei Comerciale.
- 1916: La Verdun, Franța, a început Bătălia de la Verdun, cea mai distrugătoare bătălie din Primul Război Mondial, soldată cu aproximativ 1 milion de victime; s-a încheiat prin respingerea definitivă, de către armata franceză, a atacurilor germane, la 18 decembrie 1916.
- 1941: Al Doilea Război Mondial: Dinu Brătianu, președintele PNL, a recomandat, printr-o scrisoare, generalului Ion Antonescu să nu angajeze România exclusiv de partea Germaniei.
- 1941: Ordonanța guvernului maghiar nr. 1440/1941 a anulat în Transilvania de Nord, ocupată de Ungaria horthystă prin Dictatul de la Viena, reforma agrară românească din 1921. S-au anulat, în același timp, și toate achizițiile făcute de români în perioada 1918–1940.
- 1947: A fost inventat aparatul de fotografiat la minut, de către Edwin Herbert Land, în New York.
- 1947: Consiliul de Miniștri a hotărât proclamarea lui Iosif Stalin cetățean de onoare al României.
- 1960: Liderul cubanez, Fidel Castro, a naționalizat toate firmele în Cuba.
- 1972: Richard Nixon a devenit primul președinte american care a vizitat China.
- 1972: Lansarea romanului Marele singuratic, de Marin Preda.
- 1974: A fost adoptată o nouă constituție a Iugoslaviei. Provinciile autonome Kosovo și Voivodina au primit drepturi republicane. Iosip Broz Tito a fost ales președinte al Iugoslaviei pe viață.

## Nașteri
- 1397: Isabela a Portugaliei, Ducesă de Burgundia (d. 1471)
- 1559: Nurhaci, lider manchurian (d. 1626)
- 1728: Țarul Petru al III-lea al Rusiei, soțul Ecaterinei cea Mare (d. 1762)
- 1783: Prințesa Catharina de Württemberg, regină consort a Westfaliei (d. 1835)
- 1791: Carl Czerny, pianist, compozitor și profesor  austriac (d. 1857)
- 1794: Antonio López de Santa Anna, președinte mexican (d. 1876)
- 1805: Timotei Cipariu, filolog și lingvist român (d. 1887)

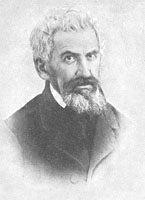
Timotei Cipariu, filolog și lingvist român
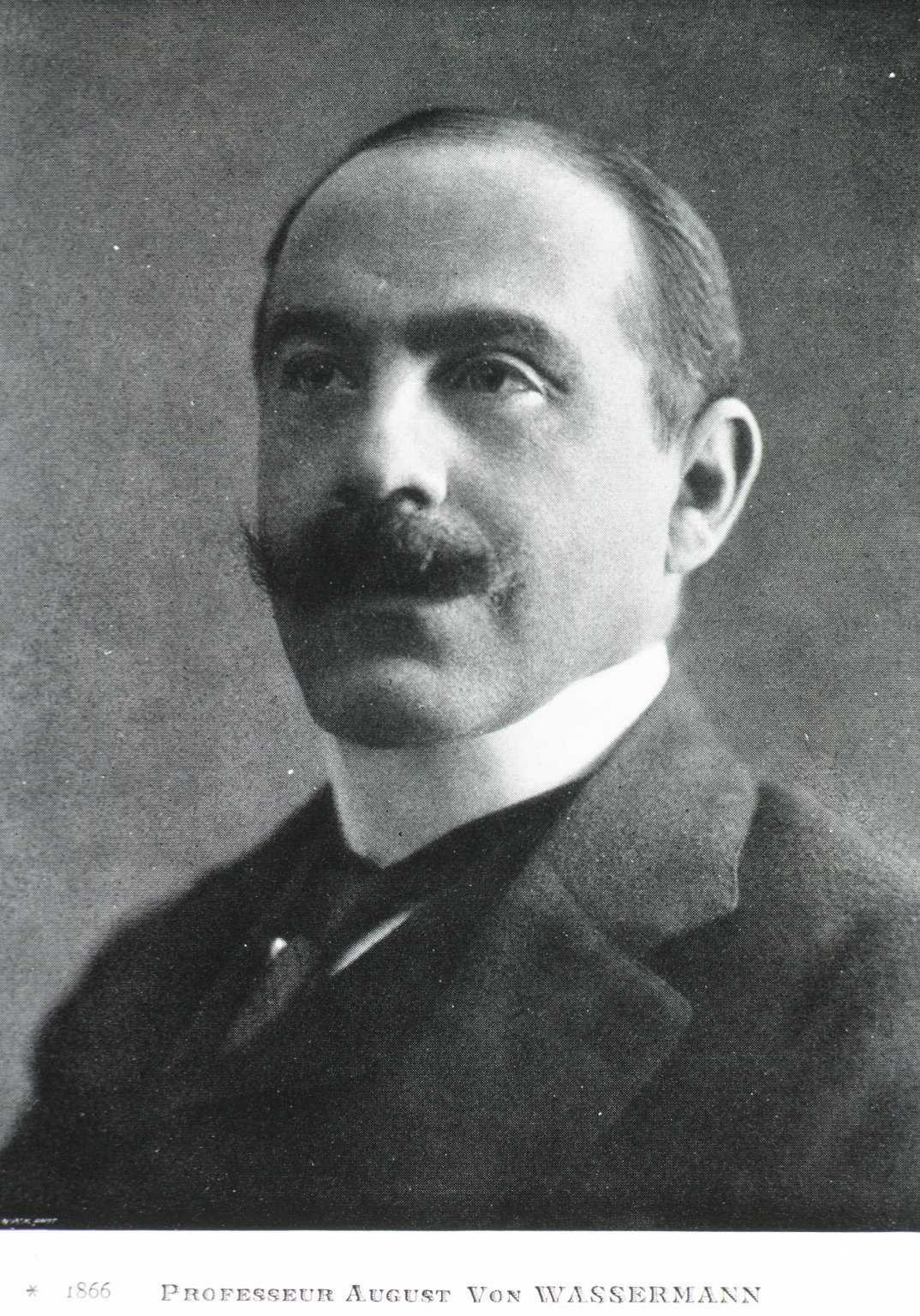
August von Wassermann, medic și bacteriolog german
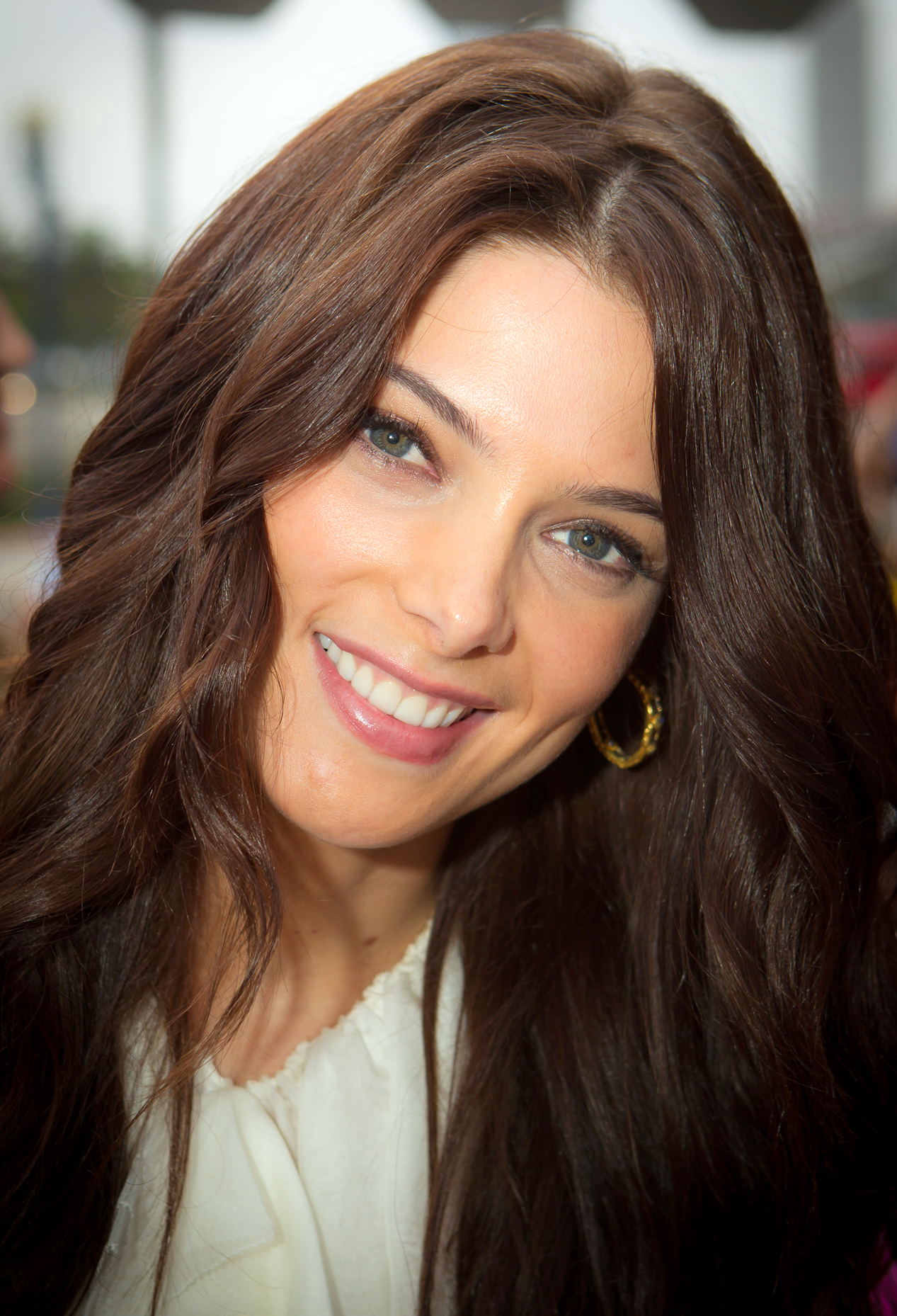
Ashley Greene, actriță americană

- 1835: Matei Vlădescu, politician și general român (d. 1901)
- 1836: Léo Delibes, compozitor francez (d. 1891)
- 1844: Charles-Marie Widor, compozitor francez (d. 1937)
- 1860: Karel Matěj Čapek-Chod, scriitor și jurnalist ceh (d. 1927)
- 1864: Virgil Onițiu, prozator, publicist român (d. 1915)
- 1865: Anton Bacalbașa, ziarist, prozator român (d. 1899)
- 1866: August von Wassermann, medic și bacteriolog german (d. 1925)
- 1875: Charles-François-Prosper Guérin, pictor francez (d. 1939)
- 1903: Anaïs Nin, scriitoare americană de origine franceză (d. 1977)
- 1903: Raymond Queneau, poet și scriitor francez (d. 1976)
- 1907: Wystan Hugh Auden, poet și dramaturg englez (d. 1973)
- 1911: Szilárd Bogdánffy, episcop romano-catolic, deținut politic (d. 1953, închisoarea Aiud)
- 1921: John Rawls, filosof american (d. 2002)
- 1924: Robert Mugabe, președinte al Republicii Zimbabwe (d. 2019)
- 1933: Nina Simone, cântăreață americană (d. 2003)
- 1937: Regele Harald al V-lea al Norvegiei
- 1944: Lajos Sătmăreanu, fotbalist român
- 1952: Ludovic Abiței, politician român
- 1955: Ioan Rus, politician român
- 1961: Constantin Lăcătușu, alpinist român
- 1961: Abhijit Banerjee, economist american
- 1962: Chuck Palahniuk, scriitor american
- 1964: Evgheni Vodolazkin, scriitor rus
- 1974: Iván Campo, fotbalist spaniol
- 1977: Branislav Angelovski, handbalist macedonean
- 1978: Jörg Fiedler, scrimer german
- 1978: Park Eun Hye, actriță sud-coreeană
- 1980: Tiziano Ferro, cântăreț italian
- 1980: Vladîslav Tretiak, scrimer ucrainean
- 1980: Jigme Khesar Namgyel Wangchuck, actualul monarh al Bhutanului
- 1983: Mélanie Laurent, actriță franceză
- 1984: David Odonkor, fotbalist german
- 1985: Georgios Samaras, fotbalist grec
- 1987: Ashley Greene, actriță americană
- 1988: Harlem Gnohéré, fotbalist francez
- 1990: Chika Aoki, scrimeră japoneză
- 1991: Riyad Mahrez, fotbalist algerian
- 1992: Phil Jones, fotbalist englez
- 1992: Louis Meintjes, ciclist sud-african
- 1992: Dmîtro Pundîk, scrimer ucrainean
- 1993: Andrada Preda, handbalistă română
- 1996: Sophie Turner, actriță engleză

## Decese
- 1437: Iacob I al Scoției, rege (n. 1394)
- 1513: Papa Iulius al II-lea (n. 1443)
- 1677: Baruch Spinoza, filosof evreu olandez (n. 1632)
- 1730: Papa Benedict al XIII-lea (n. 1649)
- 1824: Eugène de Beauharnais, fiul primei soții a lui Napoleon, Josephine (n. 1781)
- 1844: Jacques-Edme Dumont, sculptor francez (n. 1761)
- 1846: Împăratul Ninkō al Japoniei (d. 1800)
- 1894: Gustave Caillebotte, pictor impresionist francez (n. 1848)
- 1912: Émile Lemoine, matematician francez (n. 1840)

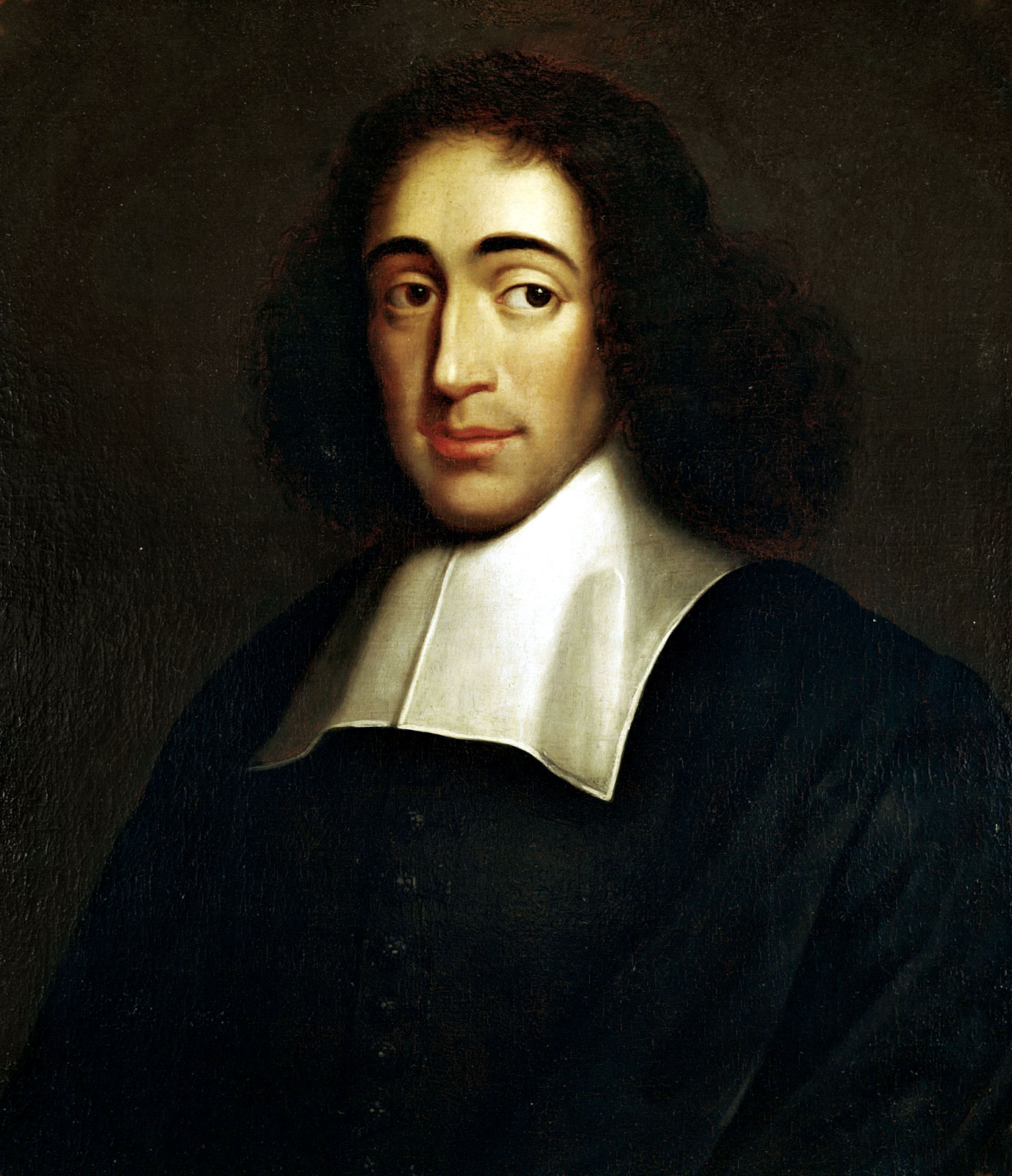
Baruch Spinoza, filosof olandez
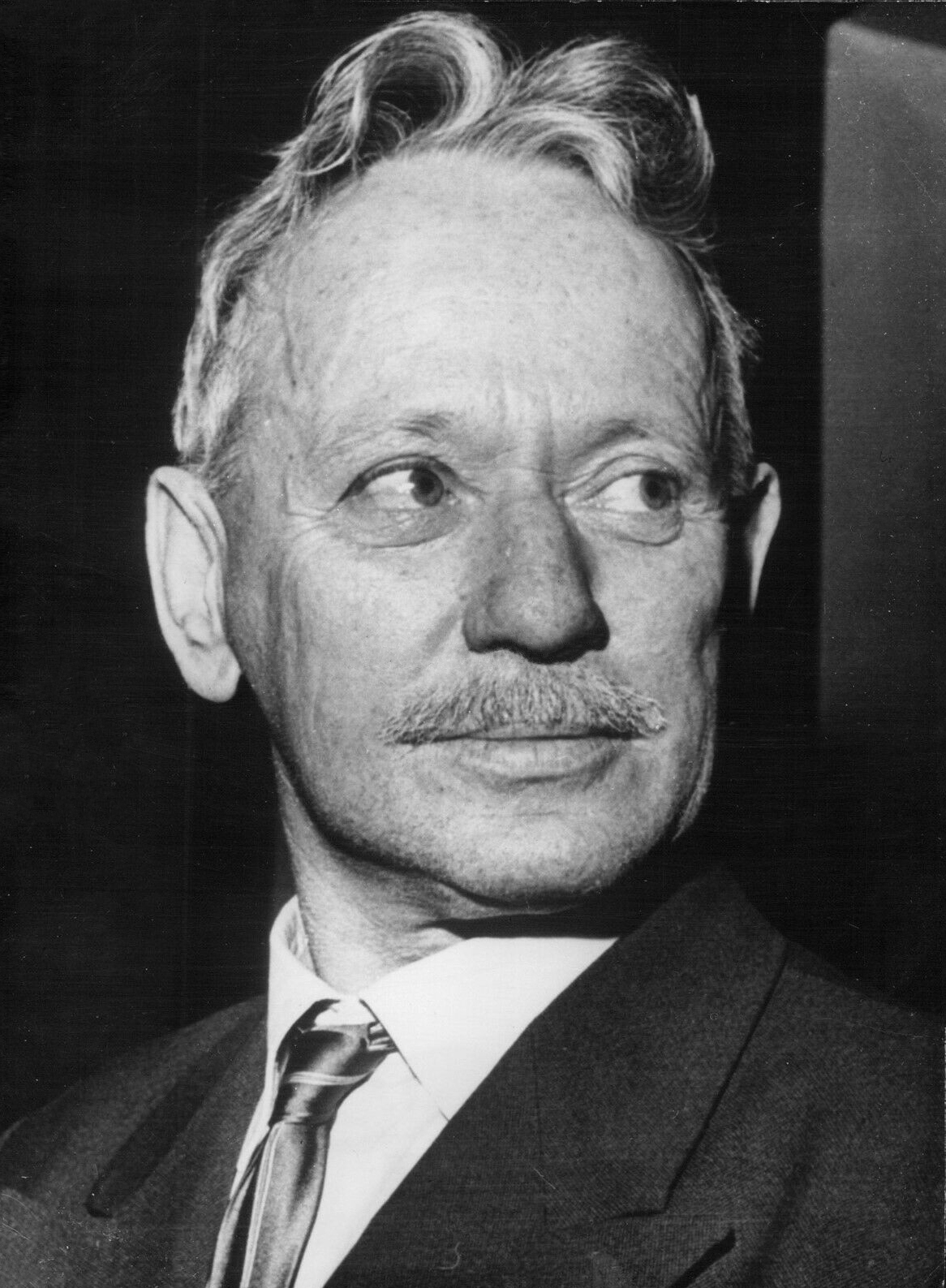
Mihail Șolohov, scriitor rus, laureat Nobel
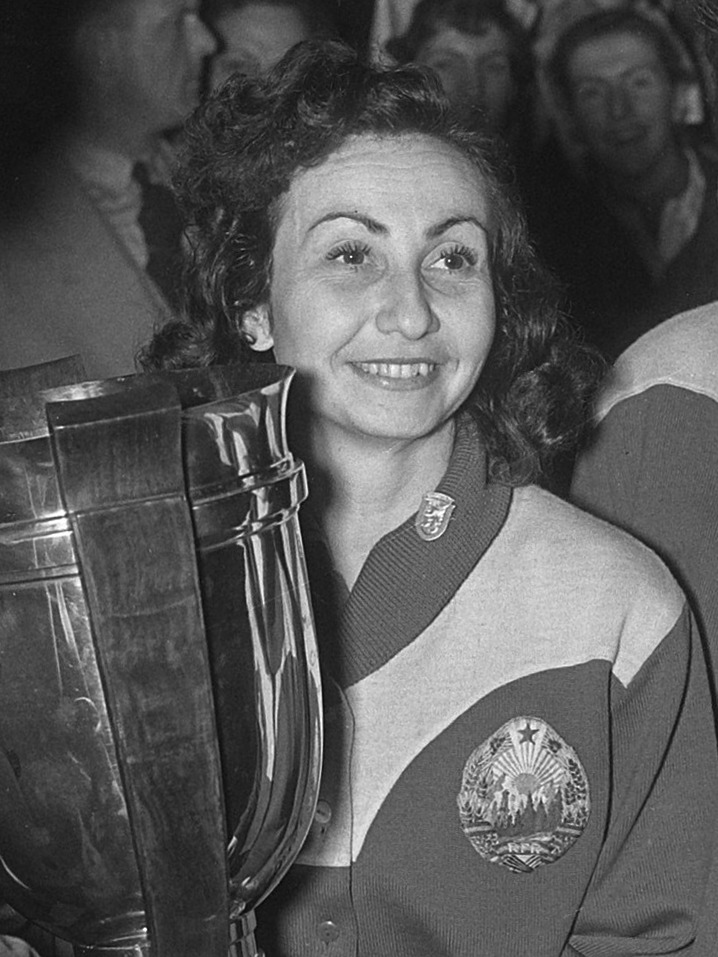
Angelica Rozeanu

- 1912: Osborne Reynolds, om de știință britanic, membru al Royal Society (n. 1842)
- 1920: Afonso, Prinț Regal al Portugaliei (n. 1865)
- 1923: Prințul Miguel de Braganza (n. 1878)
- 1926: Heike Kamerlingh Onnes, fizician olandez, laureat Nobel (n. 1853)
- 1941: Frederick Banting, medic canadian, laureat Nobel (n. 1891)
- 1958: Duncan Edwards, fotbalist englez (n. 1936)
- 1967: Eduardo Viana, pictor portughez (n. 1881)
- 1969: Vasile Lăzărescu, mitropolit român (n. 1894)
- 1972: Georgi Adamovici, poet rus (n. 1892)
- 1980: Aldo Andreotti, matematician italian (n. 1924)
- 1982: Gershom Scholem, filozof și istoric al religiilor (n. 1897)
- 1984: Mihail Șolohov, scriitor rus, laureat Nobel (n. 1905)
- 1991: Margot Fonteyn, balerină și coregrafă britanică (n. 1919)
- 2004: John Charles, fotbalist galez (n. 1931)
- 2006: Angelica Rozeanu, jucătoare de tenis de masă (n. 1911)
- 2016: Pascal Bentoiu, compozitor și muzicolog român (n. 1927)
- 2017: Kenneth Arrow, economist american, laureat Nobel (n. 1921)
- 2018: Ján Kuciak, jurnalist slovac, victimă a crimei organizate (n. 1990)
- 2018: Billy Graham, pastor baptist (n. 1918)
- 2019: Stanley Donen, regizor american și coregraf (n. 1924)
- 2023: Amancio Amaro, fotbalist spaniol (n. 1939)

## Sărbători
- Sf. Cuv. Timotei (calendar ortodox)
- Sf. Ier. Eustatie, arhiepiscopul Antiohiei (calendar ortodox)
- Sf. Petru Damiani, episcop și învățător al Bisericii (calendar romano-catolic)
- Sfântul Sava al II-lea, sărbătoare a Bisericii Ortodoxe Sârbe
- Ziua Internațională a Limbii Materne (UNESCO) (din 2000)